# 大斑毛鼻鯰
大斑毛鼻鯰（学名：Trichomycterus punctulatus）為輻鰭魚綱鯰形目毛鼻鯰科的其中一種，為亞熱帶淡水魚，分布於南美洲秘魯西部淡水流域，體長可達14.5公分，棲息在底層水域，生活習性不明。
其种加词“punctulatus”意为“有斑点的”。